# Торнетт, Джон
Джон Э́двард То́рнетт (англ. John Edward Thornett; 30 марта 1935, Паддингтон, Сидней — 4 января 2019, Бейтманс-Бей, Новый Южный Уэльс) — австралийский регбист. На протяжении игровой карьеры выступал во всех трёх линиях атаки сборной Австралии (фланкер, лок, проп).

## Биография
Родился 30 марта 1935 года в сиднейском районе Паддингтон в семье железнодорожного инженера Гарольда Торнетта и его супруги Марджори. Два его брата, Кеннет (Кен; 1937—2016) и Ричард (Дик; 1940—2011), также стали спортсменами: Кен играл в основном в регбилиг; Дик — также преимущественно в регбилиг, но выступал за сборные Австралии также по регби-15 и водному поло (участник ОИ-60).
Джон Торнетт учился в престижной Сиднейской юношеской школе (Sydney Boys High School). В школьные годы, помимо регби, успешно занимался плаванием, греблей, водным поло. Затем учился в Сиднейском университете, инженер по бакалаврскому образованию, архитектор по магистерскому. Вне регби после университета — инженер, руководящий работник, фермер.
В водном поло выступал за клуб «Бронте», сборную Нового Южного Уэльса, был чемпионом Сиднея и Нового Южного Уэльса.
Выступал за сборную Австралии по регби в 1955—1967 годах, провёл 37 тестовых матчей. Дебютный тестовый матч — 20 августа 1955 в Веллингтоне против Новой Зеландии (стал 410-м игроком в реестре сборной Австралии), последний — 11 февраля 1967 в Коломбе против Франции.
Участник следующих турне сборной Австралии:
- 1955, 1958, 1962, 1964 — Новая Зеландия
- 1957-58, 1966-67 — Британские острова и Франция
- 1961, 1963 — ЮАР

Капитан сборной Австралии (август 1962 — февраль 1967). С учётом игр без тестового статуса — провёл 118 игр за сборную Австралии; за сборную Нового Южного Уэльса — 21 матч. В качестве капитана национальной сборной провёл 16 тестовых и 47 нетестовых матчей.
На клубном уровне играл в регби за команду Сиднейского университета (Sydney University Football Club) и за «Нортерн Сабербс» (Northern Suburbs Rugby Club), а также (1963) за южноафриканский «Гамильтон Си Пойнт» (Hamilton RFC, Sea Point). В составе «Нортерн Сабербс» — 126 матчей, трёхкратный обладатель Shute Shield (чемпион Сиднея; 1960, 1963, 1964).
Автор книг «This world of Rugby» и (на её основе) «How to play rugby union».
В 70-е — 80-е руководящий работник в клубе «Нортерн Сабербс»: исполнительный вице-президент, вице-президент, президент; почётный пожизненный член этого клуба. Был вице-президентом Регбийного союза Нового Южного Уэльса.
Был дважды женат, трое детей от первого брака, двое от второго.
Скончался на 84-м году жизни 4 января 2019 года в городе Бейтманс-Бей.

## Награды
- Член ордена Британской империи: 1966
- Член Зала славы австралийского спорта: 1985
- Член Зала славы австралийского регби: 2005
- Член Зала славы Международного совета регби: 2013